# 기독교인 무슬림 민주당 (1991)
라카스–기독교 무슬림 민주당원 (transl. People Power–Christian Muslim Democrats), 줄여서 Lakas–CMD 로 널리 알려진 Lakas는 필리핀의 정당이었다. 그 이데올로기와 후계자의 이데올로기는 기독교 와 이슬람 민주주의의 영향을 많이 받았다. 필리핀 사회에 대한 당의 영향력은 매우 강력하며, 특히 에드사 혁명 이후 당에서 두 명의 대통령, 즉 연합감리교인 에드사 혁명 와 로마 가톨릭 신자 인 글로리아 마카파갈 아로요가 선출되었다.
2009년 5월 Lakas–CMD는 Arroyo의 Kabalikat ng Mamamayang Pilipino 와 합병하여 완전히 새로운 기업인 Lakas Kampi CMD 로 알려졌다. 2012년 5월, Lakas Kampi CMD는 KAMPI가 분리된 후 다시 Lakas–CMD로 이름을 변경했다.